# Яценко, Киприан Александрович
Киприан Александрович Яценко (1865/1866 — 1935) — святой Русской православной церкви, мученик.

## Жизнеописание
Яценко Киприан Александрович родился в 1878 году в д. Свинарня (ныне Сосновка) Гадячского уезда Полтавской губернии в крестьянской семье.
Киприан окончил церковно-приходскую школу, женился. В 1900 году переехал вместе с семьей в Уфимскую губернию в деревню Боголюбовка Чишминской волости Уфимского уезда, купил участок земли, завёл хозяйство.
В 1914 году Киприан стал псаломщиком в Покровском храме с. Боголюбовки. В 1916 году был призван на военную службу, а в 1917 году демобилизован и вернулся, с благословения священника Покровской церкви, к исполнению обязанностей псаломщика.
В 1929 году было решено закрыть Покровскую церковь. Киприана Александровича власти обвинили в том, что он был организатором сопротивления верующих закрытию храма.
Весной 1929 года в результате доносов атеистов он был арестован. В г. Уфе, в Башкирской тюрьме (центральном исправительном доме), Киприан Александрович провёл в заключении 36 дней, находясь под следствием по обвинению в организации прихожан на защиту церкви. Верующие отрицали причастность Киприана Александровича к собранию у церкви и составлению прошения в БашЦИК об оставлении храма и его освободили.
Священник Покровской церкви предложил Киприану Александровичу временно уехать на родину на Украину, а потом по приезде принять сан диакона. Киприан Александрович согласился, но сан диакона принять не успел.
Приехав домой с Украины, Киприан Александрович узнал, что семья его раскулачена и выселена зимой в землянку. 6 марта 1930 г. Киприан Александрович был вновь арестован.
Киприана Александровича обвинили в контрреволюционной агитации. Он был осуждён за контрреволюционную агитацию на 10 лет исправительно-трудовых лагерей и отправлен в исправительно-трудовой лагерь под Пермью.
В 1935 году он погиб. Киприана Александровича и других заключённых задавило насмерть упавшими с крутого берега штабелями брёвен, когда они на берегу сгружали брёвна с баржи.
Реабилитирован прокуратурой Башкирской АССР 11 июля 1989 года.

## Канонизация
В 13-16 августа 2000 года Яценко, Киприан Александрович канонизирован Архиерейским Собором РПЦ.